# Корсунский Богородичный монастырь
Корсунский Богородичный монастырь (укр. Корсунський Богородичний монастир, также Корсунский Таврический монастырь) — православный женский монастырь Новокаховской епархии [[Украинская православная церковь|Украинской православной церкви. Основан в 1785 году как мужской старообрядческий Корсунский монастырь в Новороссийской губернии Российской империи. Был первым в России единоверческим монастырём.
Находится в селе Корсунка Херсонской области Украины.

## История
В конце XVIII века после присоединения Крыма к Российской империи администрация Екатерины II предпринимала усилия по заселению Новороссийского края. Для достижения этой цели правительством всячески поощрялось переселение старообрядцев из внутренних губерний Российской империи на данные территории.
27 августа 1785 года группа старообрядцев поповского толка во главе с архимандритом Стародубского монастыря Иоасафом получила разрешение на поселение в Таврической области и открытие Корсуньского монастыря с назначением иерарха, подчиненного Словено-Херсонскому архиепископу.
Сначала строительство Корсуньского единоверческого монастыря началось в 1787 году около села Большая Знаменка Мелитопольского уезда, где монахам было выделено 3 тысячи десятин земли, но место вызывало трудности для поселенцев из-за удалённости на 10 вёрст от Днепра и отсутствия поблизости лесов, что создавало зимой проблему с дровами и отоплением. В связи с этим 1796 году настоятель монастыря архимандрит Иоасаф подал прошение Екатеринославскому и Таврическому генерал-губернатору П. А. Зубову о передаче монастырю 120 десятин леса из владений жителей Никополя, однако получил отказ, поскольку угодий не хватало самим жителям Никополя. По этой причине монахи воспользовались разрешением Г. А. Потемкина переселиться в случае надобности на новое место в пределах Таврии, которое тот предоставил ещё в 1785 году.
5 апреля 1796 года монахи Корсунского монастыря получили Высочайшее согласие по представлению генерал-губернатора Зубова о переносе монастыря на новое место, которое было выбрано на берегу Днепра между селениями Каховка и Алешки. Документы монастыря 1800 года обозначают местоположение обители таким образом: «… Перекопского уезда [ Днепровский уезд с 1802 года] при урочище ролово, лежащем ниже Берислава по течению реки Днепра с левой стороны в смежности дачи помещика полковника Куликовского и казенного селения Казачьи Лагеря».
Таврическое областное Правление в марте 1797 года предоставило Корсуньскому монастырю 3000 десятин земли, из которой 2447 квадратных саженей являлась «удобной» землёй и 775 — «неудобной» земли. В 1897 году в монастыре числилось пахотной, огородной и сенокосной земли около 950 десятин, другая земля применялась для выпаса скота, за исключением плавней, болот, песков и дорог.
В 1848 году Корсуньская обитель была преобразована в первоклассный монастырь, подчиненный епархиальному священнику. По состоянию на 1894 год в монастыре проживали 18 монахов и 30 послушников.
В годы Гражданской войны сооружения Корсунского монастыря играли значительную роль в создании Каховского плацдарма советскими войсками при противостоянии с Русской армией Врангеля.
В октябре 1920 года советские власти Днепровского уезда отобрали у монастыря земли и организовали на них совхоз «Победа революции», ставший частью заповедника «Аскания-Нова».

## Современность
В 1999 году на территории Корсунского монастыря возобновлены богослужения священниками Новокаховской епархии, ведутся работы по возрождению на территории монастыря Свято-Корсунского храма.

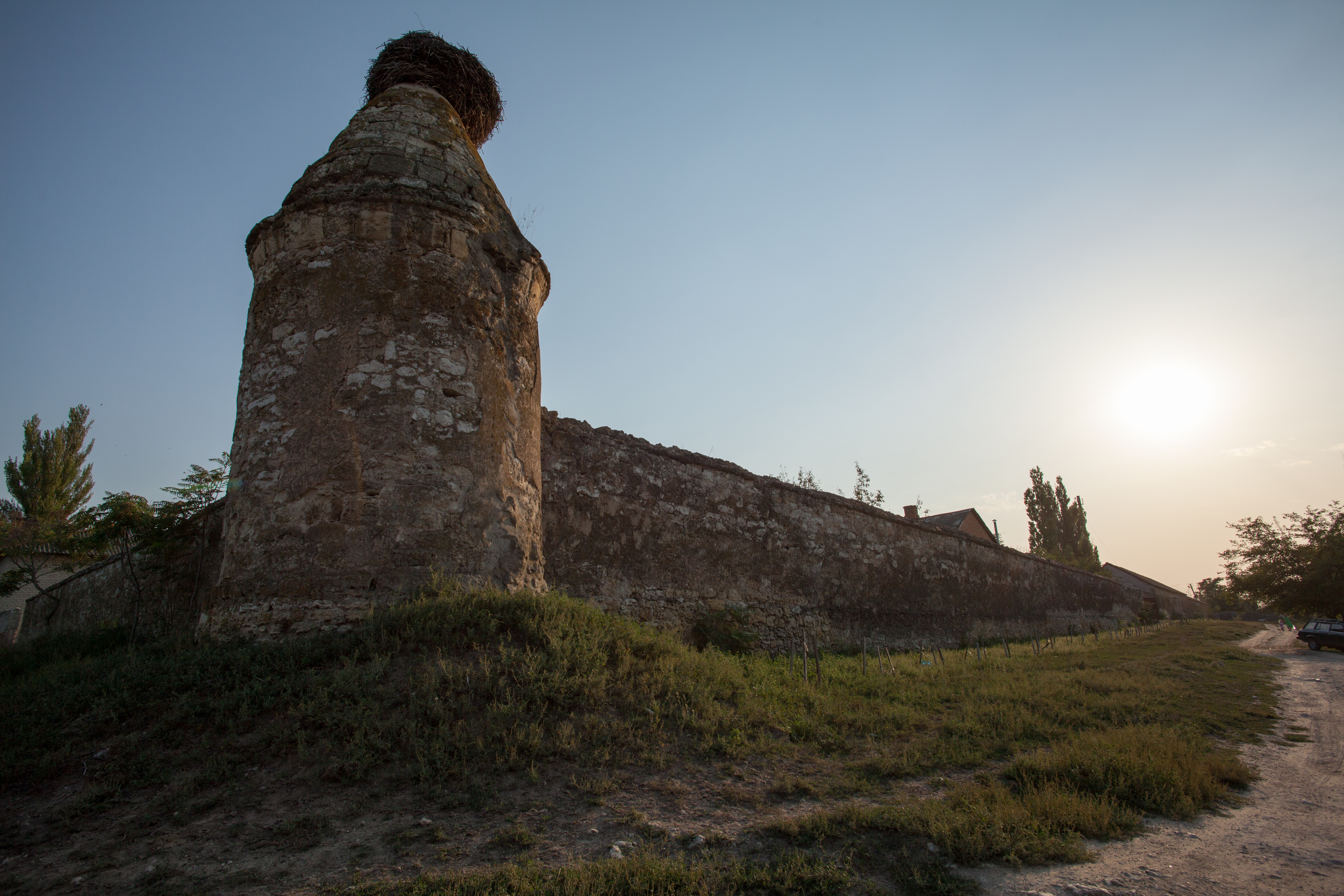
Руины стен Корсунского монастыря
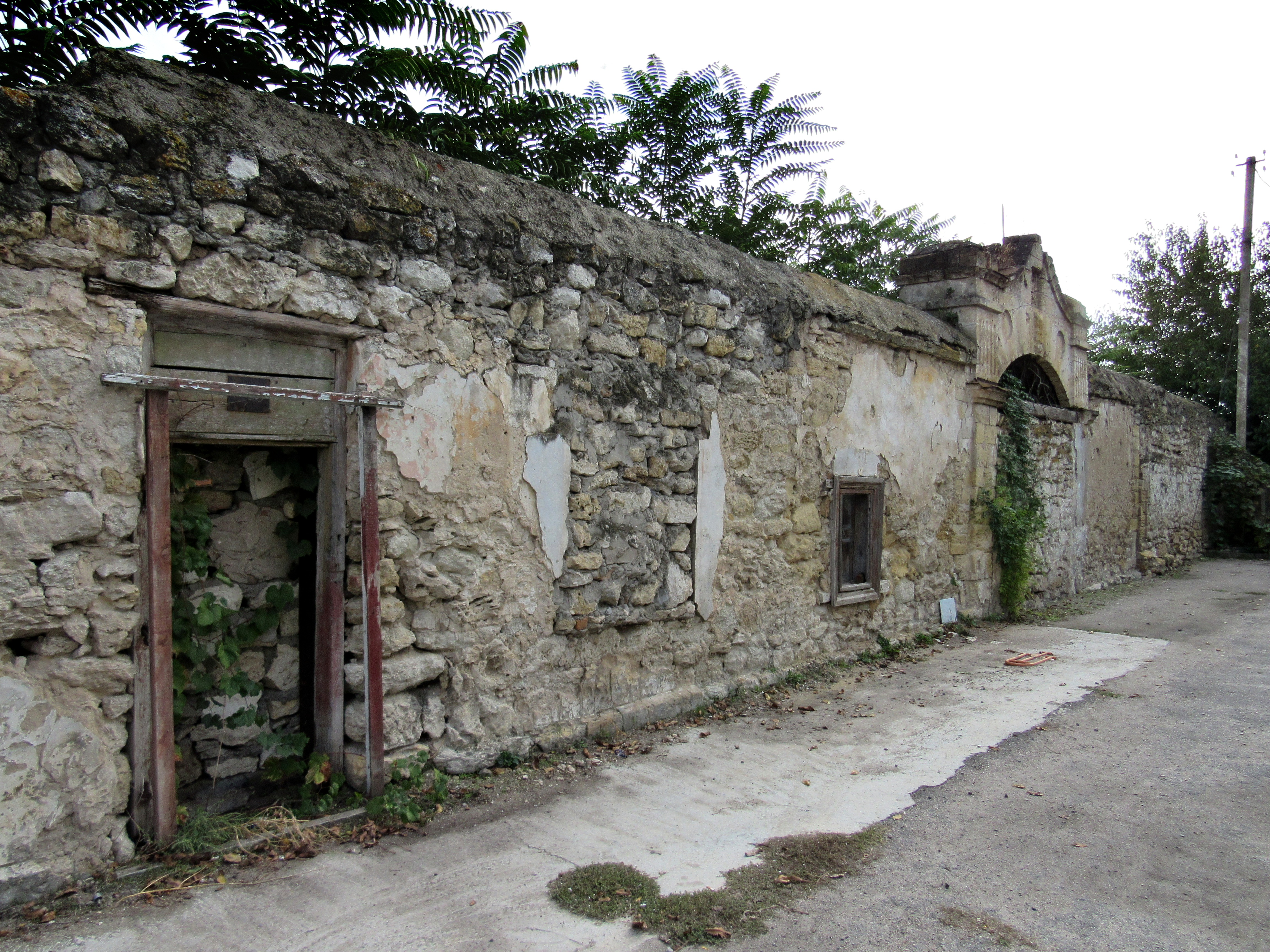
Руины ограды монастыря
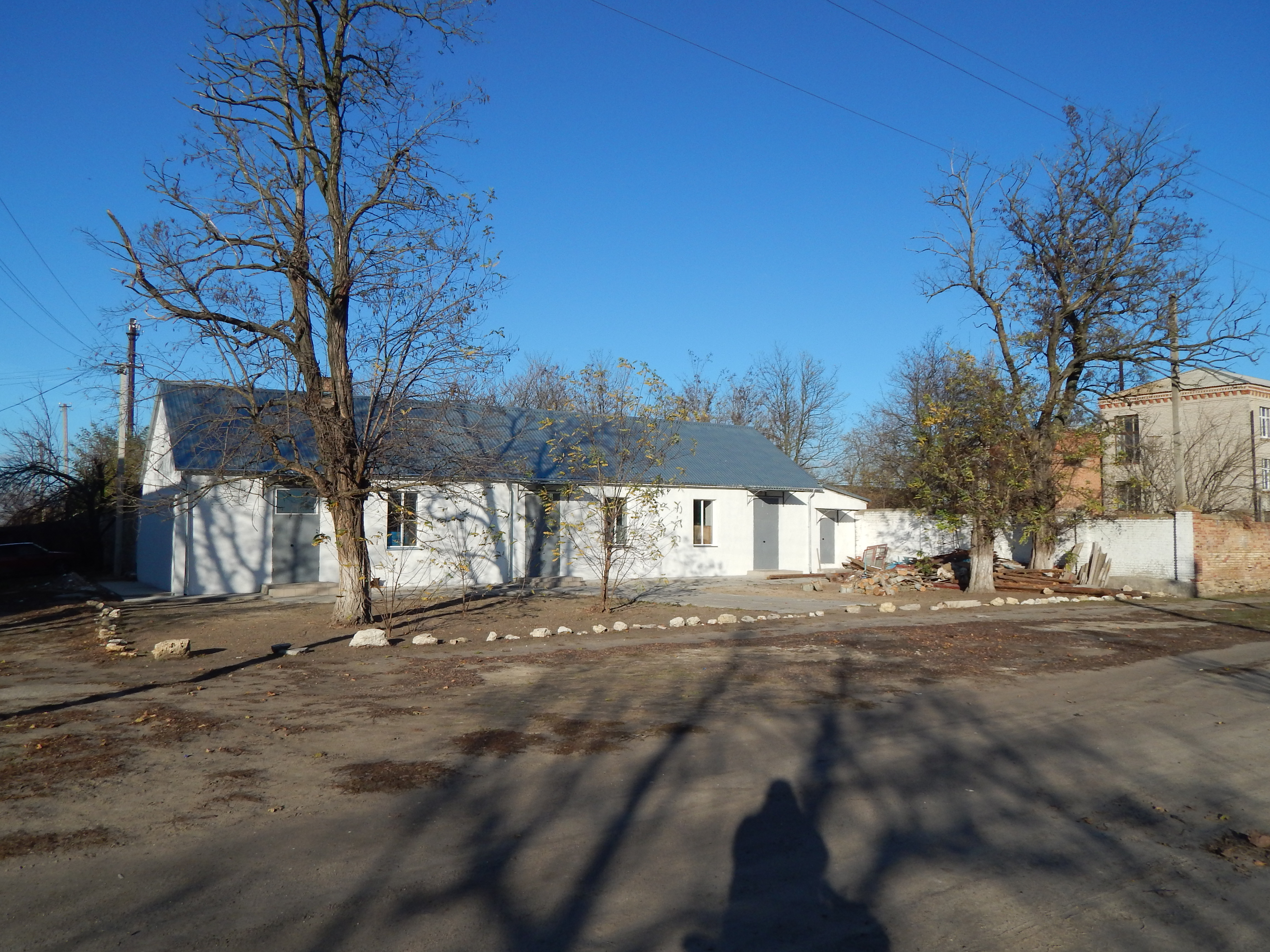
Монастырская школа
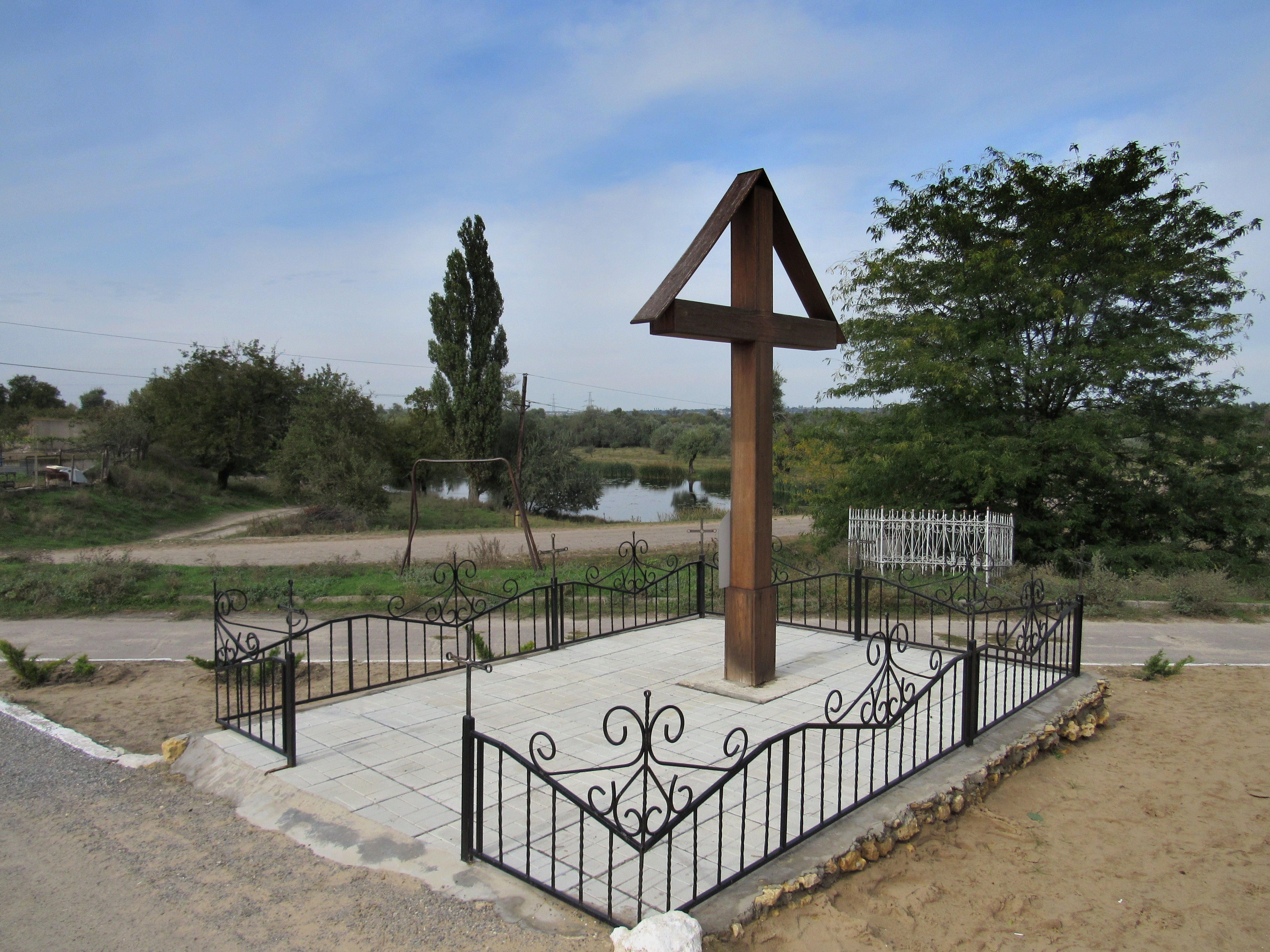
Хрест на кладбище возле монастыря
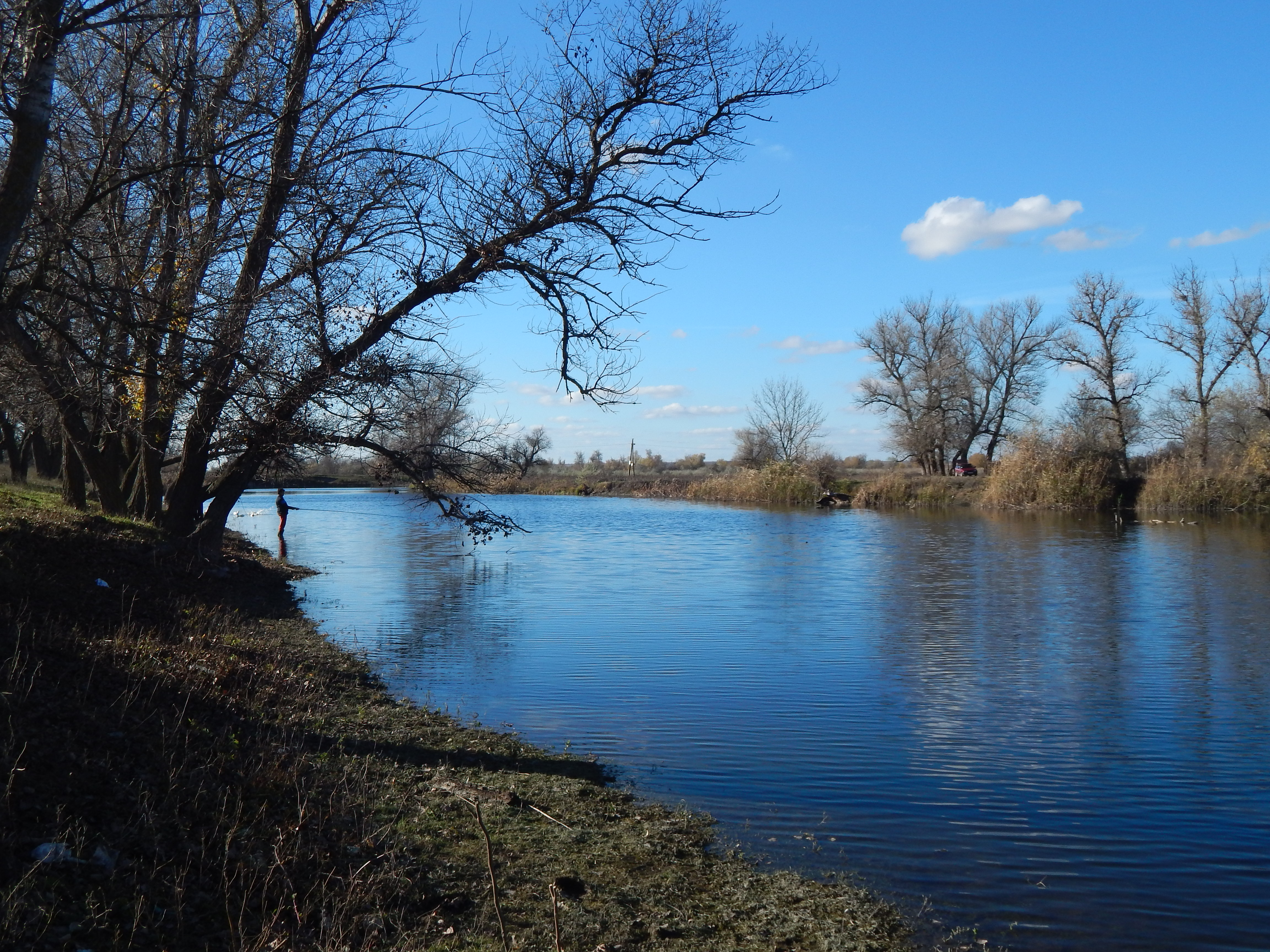
Берег реки Камениха возле монастыря